# Estate dimmerda
Estate dimmerda è un singolo del rapper italiano Salmo, pubblicato il 21 luglio 2017 dalla Sony Music.

## Descrizione
Il brano prende di mira gli stereotipi tipici dell'estate ed è caratterizzato da una strofa che fa riferimento all'attentato di Manchester del 22 maggio 2017.

## Video musicale
Il videoclip, diretto da Andrea Folino e Johnny Fart, è stato pubblicato in concomitanza con il lancio del singolo attraverso il canale YouTube del rapper.

## Tracce
1. Estate dimmerda – 4:17

## Classifiche
| Classifica (2017) | Posizione massima |
| ----------------- | ----------------- |
| Italia            | 8                 |